# رائما لیسا رومبواس
رائما لیسا رومبواس (به انگلیسی: Raema Lisa Rumbewas؛ زادهٔ ۱۰ سپتامبر ۱۹۸۰ – درگذشتهٔ ۱۴ ژانویهٔ ۲۰۲۴) وزنه‌بردار زن اهل اندونزی بود.
وی در مسابقات کشوری و بین‌المللی در مجموع برندهٔ ۳ مدال نقره و ۲ مدال برنز شده‌است.

## درگذشت
این ورزشکار پیشین آسیایی یک‌شنبه ۱۴ ژانویهٔ ۲۰۲۴ در بیمارستانی در جایاپورا در سن ۴۳ سالگی درگذشت. دلیل مرگ رایما لیزا رومبوس از سوی کمیته ملی المپیک اندونزی اعلام نشده‌است.